# Mary Jeffries
Mary Jeffries, född 1820, död 1907, var en engelsk bordellmamma. Hon drev en av de mest exklusiva bordellerna i London i Storbritannien under sin samtid, som också var en av få som endast tog emot kunder ur överklassen, och räknade politiker och kungligheter bland sina klienter. Jeffries var också misstänkt för att ha varit aktiv inom vit slavhandel, och för att ha medverkat i att kidnappa och sälja kvinnor och barn utomlands.

## Biografi
Mary Jeffries var ursprungligen från Kent. Under 1870-talet hade hon etablerat sig som en av de mest framgångsrika inom sitt yrke i London. Hon ägde flera bordeller, bland dem ett avsett för BDSM, som inkluderade ett "Fasornas kammare". Bland hennes kunder fanns adelsmän, medlemmar ur överhuset och kungligheter som Leopold II av Belgien. Hon ska också ha ägt ett hus vid floden i Kew, till vilket kvinnor blev kidnappade och sedan sålda utomlands som slavar, men detta har inte kunnat bekräftas. Hon prostituerade också barn: dessa kidnappade hon ibland själv, ibland genom att erbjuda sig att vakta dem medan föräldrarna köpte tågbiljetter. 
År 1884 inleddes en undersökning av Jeffries verksamhet, som ledde till ett åtal 1885. Hon kunde inte åtalas för något annat än att ha hållit ett hus med dålig ordning. En av hennes hembiträden vittnade dock om att hon hade sett en flicka på 13 år misshandlas med ett bälte och våldtas av en kund. Mary Jeffries erkände genast anklagelsen om att ha hållit ett hus med dålig ordning, gick med på att betala böter och slapp därför bemöta några fler vittnesmål. Hon eskorterades till och från domstolen av flera förmögna unga militärer.